# Cars : La Coupe internationale de Martin
 (décembre 2023).
Si vous disposez d'ouvrages ou d'articles de référence ou si vous connaissez des sites web de qualité traitant du thème abordé ici, merci de compléter l'article en donnant les références utiles à sa vérifiabilité et en les liant à la section « Notes et références ».
Cars : La Coupe internationale de Martin (Cars Mater-National Championship) est un jeu vidéo de course édité par THQ, sorti en 2007 sur Game Boy Advance, Mac OS, PlayStation 2, PlayStation 3, Wii, Windows et Xbox 360. Il s'agit d'une suite du premier jeu Cars, lui même suite au film du même nom.

## Synopsis
Martin va organiser un grand prix (la coupe internationale de Martin) pour fêter l'ouverture du nouveau QG de Flash McQueen. Ce rassemblement va réunir cinq grands champions: l'anglaise Emma (championne de rallye), l'italien Giovanni (champion de course dans son pays), le japonais Koji Moto (champion de drift - dérapage contrôlé), l'allemand Otto Von Fastenbottom (champion de Deutschland Touring Motors - course de berlines allemandes modifiées), et le suédois Gudmund (champion de rallye nocturne).
Le premier à arriver à Radiator Springs est Giovanni accompagné de Flash qui le présente à Luigi et Guido qui vont être très heureux de voir une voiture de sport italienne dans leur petit village du conté du Carburator. Le second à arriver en ville est Otto qui va se faire flasher par le Shérif à 125 km/h au lieu de 25 km/h. La troisième est localisée a Ornament Valley et il s'agit d'Emma qui s'entraine sur le circuit du seau rouillé devant les yeux ébahis de Martin et de ses cousins Jud, Cletus et Bufford. D'ailleurs à la fin de la série de courses du championnat du seau rouillé et seulement si vous avez gagné vous verrez une cinématique dans laquelle Martin va faire découvrir les environs à la belle Emma. Le quatrième est Gudmund dont Flash, Sergent, et Martin le prennent pour un fantôme car de drôles de lumières (ses nombreux phares) se font apercevoir par les grottes au loin. Et enfin le dernier concurrent de Flash Koji lui apparait en trombe et en drift devant McQueen qui ne comprend pas un seul mot de ce dernier car il parle le japonais.
À la fin du jeu si vous avez remporté le Martin nationale Luigi et Guido organisent une photo de "famille" avec tous les habitants de Radiator Springs et les cinq étrangers qui se sont bien amusés pendant toute une semaine à Radiator Springs, Ornament Valley et le Col de Taiffin.

## Personnages jouables
- Flash McQueen : un bolide de course
- Martin : une dépanneuse Haulital
- Doc Hudson : une Hudson Hornet de 1951
- Fillmore : un minibus volkswagen combi hippie
- Sergent : une Jeep Willys de la seconde guerre mondiale
- Luigi : une fiat 500 de 1959
- Ramone : une chevrolet impala de 1959
- Flo : un show car présentée lors d'un salon de Motorama Girls
- Giovanni : voiture de sport italienne ressemblant à la Ferrari ENZO de 2002
- Otto Von Fastenbottom : une voiture de course allemande ressemblant à une Audi A4 et une Mercedes classe c
- Emma : une petite voiture de rallye ressemblant à une Mini Cooper S
- Koji : une voiture de drift japonaise ressemblant à une Nissan Silvia SpecV
- Gudmund : une voiture de rallye suédoise ressemblant à l'Audi Quattro de 1980
- Sully : un 4x4 Monster Truck turquoise à pois violets
- Bob : une voiture monstre à un seul œil
- Monster Truck Flash McQueen
- Monster Truck Martin